# Tulsīpur
Tulsīpur är en ort i Indien.   Den ligger i distriktet Balrampur och delstaten Uttar Pradesh, i den nordöstra delen av landet, 500 km öster om huvudstaden New Delhi. Tulsīpur ligger 115 meter över havet och antalet invånare är 22 486.
Terrängen runt Tulsīpur är mycket platt, och sluttar söderut. Runt Tulsīpur är det tätbefolkat, med 427 invånare per kvadratkilometer. Tulsīpur är det största samhället i trakten. Trakten runt Tulsīpur består till största delen av jordbruksmark.